# Йортдалит
Йортдалит (также гиортдалит, англ. Hiortdahlite) — редкий минерал, относится к классу силикатов. Назван в честь норвежского химика и минералога Торстена Гиортдаля.

## Свойства
Йортдалит — хрупкий минерал со стеклянным блеском. Имеет твердость по шкале Мооса 5—5,5. Встречается в виде тиблитчатых кристаллов триклинной сингонии в щелочных породах и их пегматитовых и метаморфических аналогах. Йортдалит открыт в 1889 году в Норвегии.

## Название на других языках
- нем. Hiortdahlit;
- исп. Hiortdahlita;
- англ. Hiortdahlite.